# Tom Curtis
Thomas Newton Curtis (Cleveland, 1º novembre 1947) è un ex giocatore di football americano statunitense che ha militato nel ruolo di safety nella National Football League (NFL).

## Carriera
Curtis al college giocò a football con i Michigan Wolverines dal 1967 al 1969, venendo premiato come All-American. Detiene ancora i record dell'istituto per intercetti in una partita, in una stagione e in carriera. Fu scelto nel corso del 14º giro (356º assoluto) nel Draft NFL 1970 dai Baltimore Colts. Nella sua stagione da rookie vinse il Super Bowl V battendo i Dallas Cowboys per 16-13 nel gennaio 1971. Nell'agosto 1972 fu scambiato con i Los Angeles Rams per una futura scelta del draft. Fu però svincolato e firmò con i Miami Dolphins, restando escluso dalla loro stagione da imbattuti del 1972 per un infortunio. Nel luglio 1973 annunciò il suo ritiro.

## Palmarès

### Franchigia
- Super Bowl : 1

Baltimore Colts: V
- American Football Conference Championship: 1

Baltimore Colts: 1970

### Individuale
- College Football Hall of Fame